# Croton websteri
Espèce
Croton websteri est une espèce de plantes à fleurs du genre Croton et de la famille des Euphorbiaceae, présente dans l'État mexicain du Guerrero.